# 仏生山公園

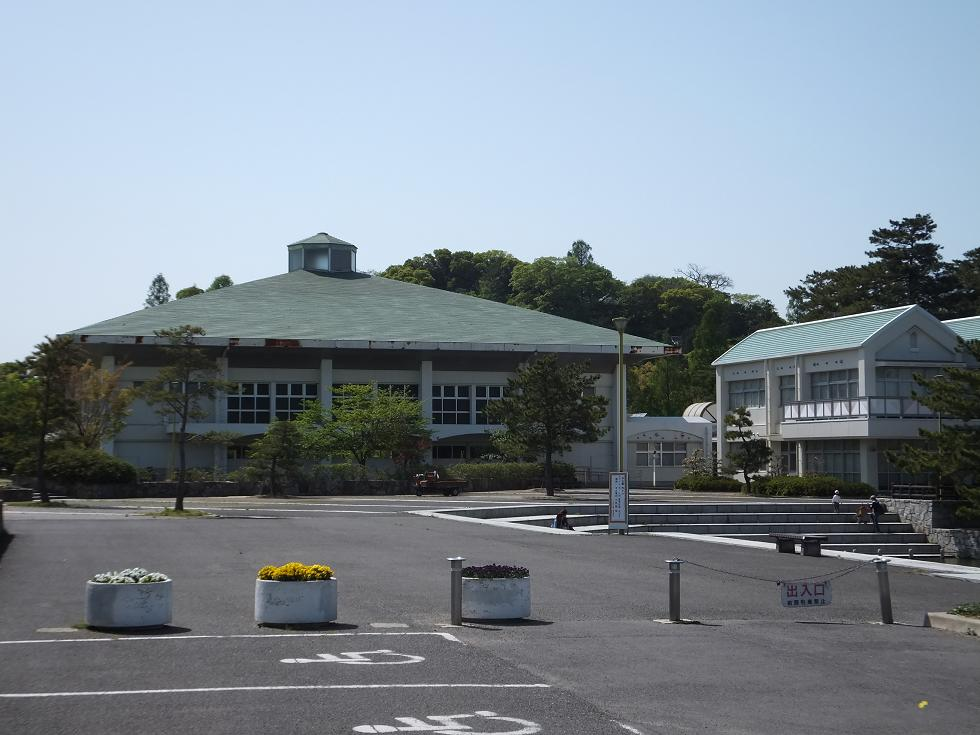
仏生山公園体育館

仏生山公園（ぶっしょうざんこうえん）は香川県高松市仏生山町にある都市公園（総合公園）。

## 概要
仏生山公園は高松市南部・仏生山町にあり、高松藩松平家の菩提寺・法然寺に隣接している。高松市により1987年より公園整備が開始され、サクラやツツジなど植物が豊かで香川のみどり百選に選定されているほか、体育館・プールなどのスポーツ施設も整備されている。現在、引き続きトリム広場、ゲートボールコート等の整備が進められている。
また、高松秋の祭り大名行列が毎年開催され、大名行列のゴール地点となっているほか、露店も多く出店し、賑わいを見せている。地下にクレーターが埋まっているとの説もある。証拠は見つかったが国際クレーター登録委員会に認められず、リスト登録を見送られた模様。

## 施設
- 高松市立仏生山公園体育館
- 高松市立仏生山公園温水プール
- 菖蒲園
- 親水広場
- 芝生広場
- 遊具広場
- 駐車場157台

## アクセス
- ことでん琴平線仏生山駅より徒歩約20分。
- 香川県道166号岩崎高松線（仏生山街道）

## 主な開催イベント
- 高松秋のまつり・仏生山大名行列
- プロスポ香川大運動会

## 公園周辺
- 法然寺
- 平池